# Årjängs landsfiskalsdistrikt
Årjängs landsfiskalsdistrikt var 1918–1964 ett landsfiskalsdistrikt i Värmlands län, bildat när Sveriges indelning i landsfiskalsdistrikt trädde i kraft den 1 januari 1918, enligt beslut den 7 september 1917. Den 1 januari 1965 avskaffades i Sverige samtliga landsfiskaler och landsfiskalsdistrikt, och deras arbetsuppgifter delades upp på de nyskapade indelningarna polisdistrikt, åklagardistrikt och kronofogdedistrikt.
Landsfiskalsdistriktet låg under länsstyrelsen i Värmlands län.

## Ingående områden
Den 1 januari 1941 bildades Årjängs köping genom utbrytning ur Silbodals landskommun. När Sveriges nya indelning i landsfiskalsdistrikt trädde i kraft den 1 januari 1952 (enligt kungörelsen 1 juni 1951) ändrades distriktets omfattning.

### Från 1918
Nordmarks härad:
- Blomskogs landskommun
- Holmedals landskommun
- Silbodals landskommun
- Silleruds landskommun
- Trankils landskommun
- Västra Fågelviks landskommun

### Från 1941
Nordmarks härad:
- Blomskogs landskommun
- Holmedals landskommun
- Silbodals landskommun
- Silleruds landskommun
- Trankils landskommun
- Västra Fågelviks landskommun
- Årjängs köping

### Från 1 januari 1952
- Holmedals landskommun
- Silleruds landskommun
- Årjängs köping